# Joan M. Monjo
Joan M. Monjo (Gandia, 1956 -2007) fou un escriptor valencià. Llicenciat en filologia hispànica, treballà com a mestre de batxillerat a l'Institut Joan Fuster de Bellreguard i fou membre de l'AELC. Premi Andròmina de narrativa el 1982. Ha col·laborat a les publicacions Las Provincias, Canigó, Tossal, Bagalina, L'Espill, Lletres de Canvi, Cairell, Marina d'Art i Daina i ha estat membre del CEIC Alfons el Vell

## Obres

### Narrativa
- Oh! Gandia (1980)
- Les quatre estacions (amb Josep Piera i Rubio i Ignasi Mora Tarrazona). (1986)
- El llenguatge dels cavalls. (1990)

### Novel·la
- Ducat d'ombres (1982)
- Les ales d'Àngel Vidal (1985)[1]
- ¡Esborreu-me el record! (1988)
- Examen de verbs irregulars (2001)

### Biografies
- Gonçal Castelló: els dies i la memòria
- De Josep Rausell a Pep Mosca (1997)
- Els dies i els treballs del pintor Josep Díaz Azorín (2008)

### Dietaris
- Oh! Dietaris inèdits (2017)